# Hans König (Schriftsteller)
Hans König (* 30. September 1925 in Erlangen; † 11. März 2007 in Erlangen) war ein deutscher Autor und fränkischer Mundartdichter.

## Leben und Wirken
Hans König veröffentlichte zahlreiche Bücher in fränkischer Mundart. Darüber hinaus erschienen seine Texte in verschiedenen Sendereihen des Bayerischen Rundfunks (unter anderem war er über Jahre regelmäßig mit Texten in der Sendereihe „Bairisch Herz – Ausgabe Franken“) vertreten. Außerdem schrieb er in hochdeutscher Sprache über die Geschichte seiner Heimatstadt Erlangen.
In seinem Hauptberuf war Hans König von 1940 bis 1986 in der Erlanger Stadtverwaltung tätig, zuletzt seit 1971 als Leiter des städtischen Hauptamtes. Außerdem war er im lokalen Bereich sehr aktiv, u. a. wirkte er bei der
Gründung des Stadtverbandes der Erlanger Kulturvereines und in der Anfangsphase der Bürgerpartnerschaft Erlangens mit der russischen Stadt Wladimir mit. Letzteres war ihm aufgrund seiner persönlichen Erfahrungen im Zweiten Weltkrieg ein besonderes Anliegen.

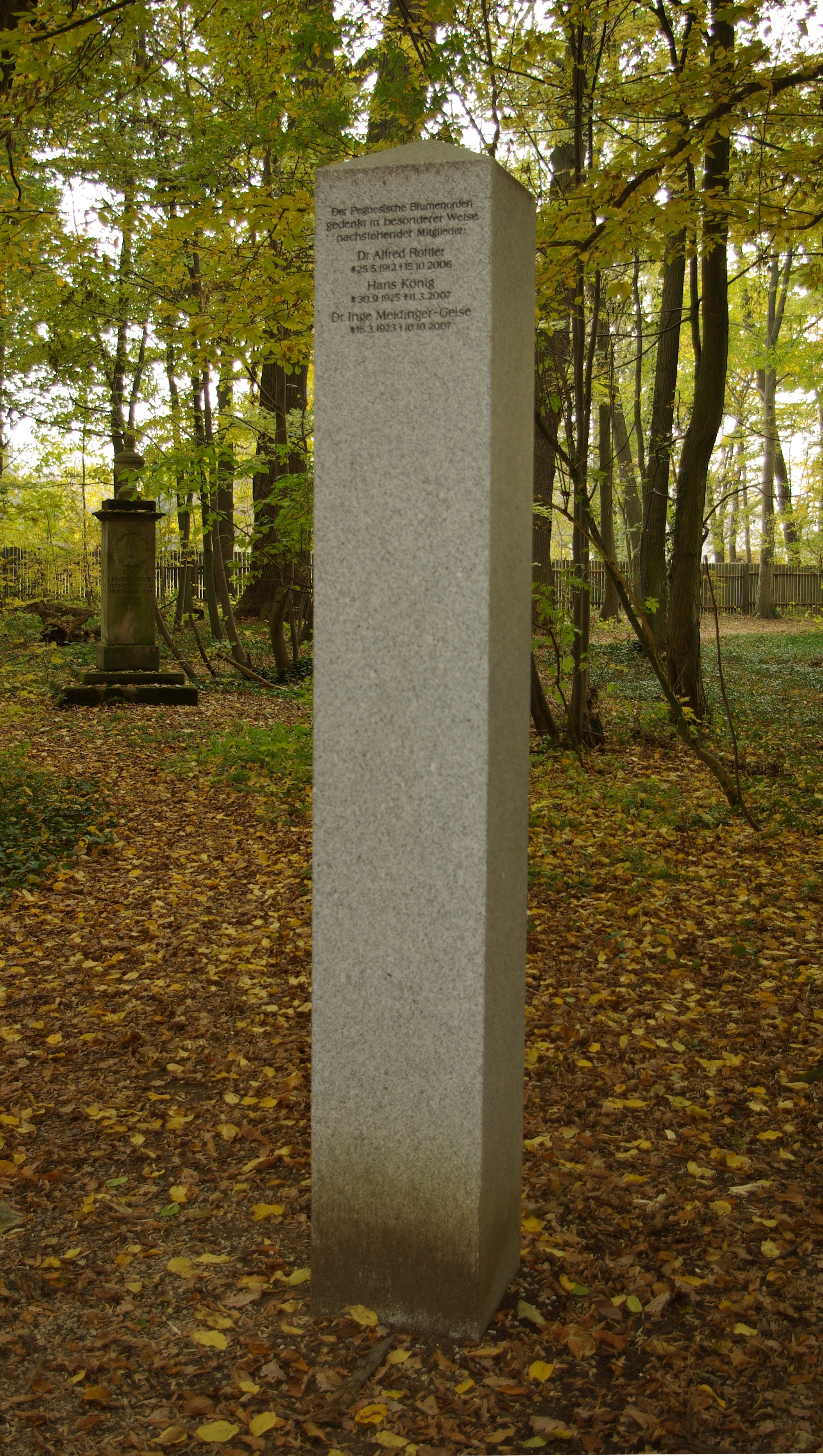
Gedenkstein für Hans König im Irrhain bei Kraftshof

König war unter anderem Mitglied in folgenden Vereinigungen: Pegnesischer Blumenorden, Collegium Nürnberger Mundartdichter und Verband Fränkischer Schriftsteller (heute: Autorenverband Franken).

## Werke

### Alleinautor
- Wie is Lehm so is, Erlangen 1993
- Daham in Erlang, Erlangen 11990
- Erlangen vorwiegend heiter – ein unterhaltsamer Streifzug durch die Stadt und ihre Geschichte, Erlangen 1998
- Erlanger Raritätn-Kistla, Erlangen 1985
- Burschen, Knoten und Philister, Nürnberg 1983
- Woß wissd den ihr, Nürnberg 1981
- Anekdoten, Erzählungen, Originale aus Erlangen, Gummersbach 1981 und 1988
- Schau i nei in Spiegela, Heroldsberg 1978
- Dä Pelzermärtl kummt, Erlangen 1977
- Dä Gmaaroat tochd (Tonbuch mit Schallplatte) Kirchberg/Jagts 1977

### Beiträge zu Anthologien (in Auswahl)
- Ausschauen, Schweinfurt 2000
- Danach, Gerabronn und Crailshaim 1996
- Vertraut und fremd, Gerabronn und Crailsheim 1995
- Möcherlesversli - Fränkische Liebesgedicht, Volkach 1993
- Zeitenecho – Gegenwartstexte, Gerabronn und Crailshaim 1989
- Su wöi die Leit senn, is ka Mensch Anthologie zum 25. Jubiläum des Collegiums Nürnberger Mundartdichter, Nürnberg, 1989
- Unterwegs, Prosaanthologie, Würzburg 1985
- Der große Hunger heißt Liebe, Lyrikanthologie, Kulmbach 1981

## Auszeichnungen
- Bundesverdienstkreuz am Bande 1991
- Ehrenkreuz des Pegnesischen Blumenordens 1995
- Bundesverdienstmedaille 1985
- Kultureller Ehrenbrief der Stadt Erlangen 1989
- Frankenwürfel des Bezirks Mittelfranken